# يان فريدريكسن
يان فريدريكسن (بالدنماركية: Jan Frederiksen)‏ هو لاعب كرة قدم دنماركي في مركز ظهير ‏، ولد في 20 يونيو 1982 في كوبنهاغن في مملكة الدنمارك. شارك مع منتخب الدنمارك تحت 19 سنة لكرة القدم ومنتخب الدنمارك تحت 21 سنة لكرة القدم. أما مع النوادي، فقد لعب مع فاينورد وفيسوا كراكوف ونادي إكسلسيور ونادي بروندبي ونادي راندرس ونادي لينغبي ونادي ميتييلاند.

## وصلات خارجية
- يان فريدريكسن على موقع قاعدة بيانات كرة القدم.إي يو (الإنجليزية)
- يان فريدريكسن على موقع Soccerway.com (الإنجليزية)